# Polohy
Polohy (ukrainisch Пологи; russisch Пологи Pologi) ist eine ukrainische Stadt in der Oblast Saporischschja mit 19.500 Einwohnern (2016).

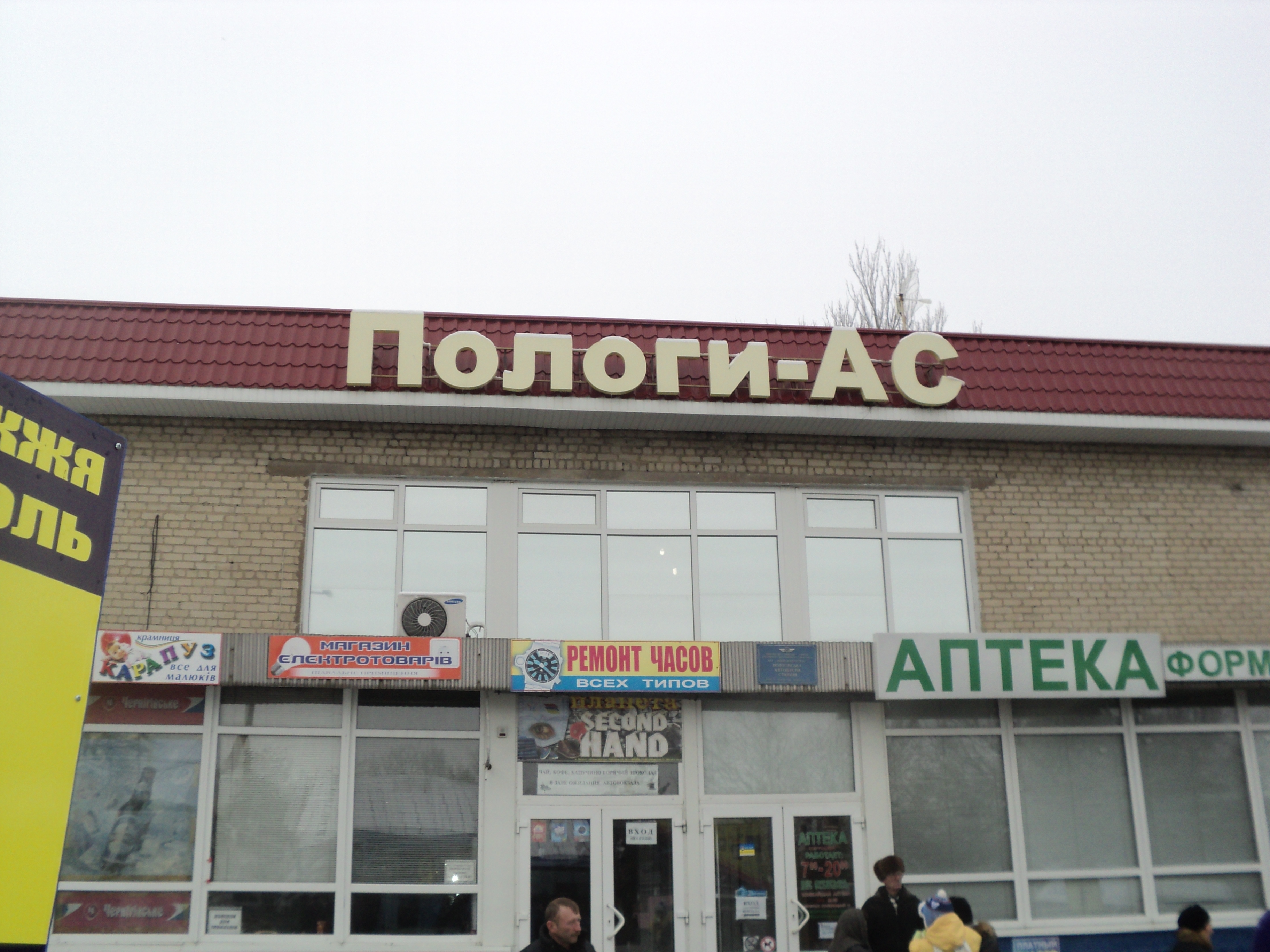
Der Busbahnhof von Polohy

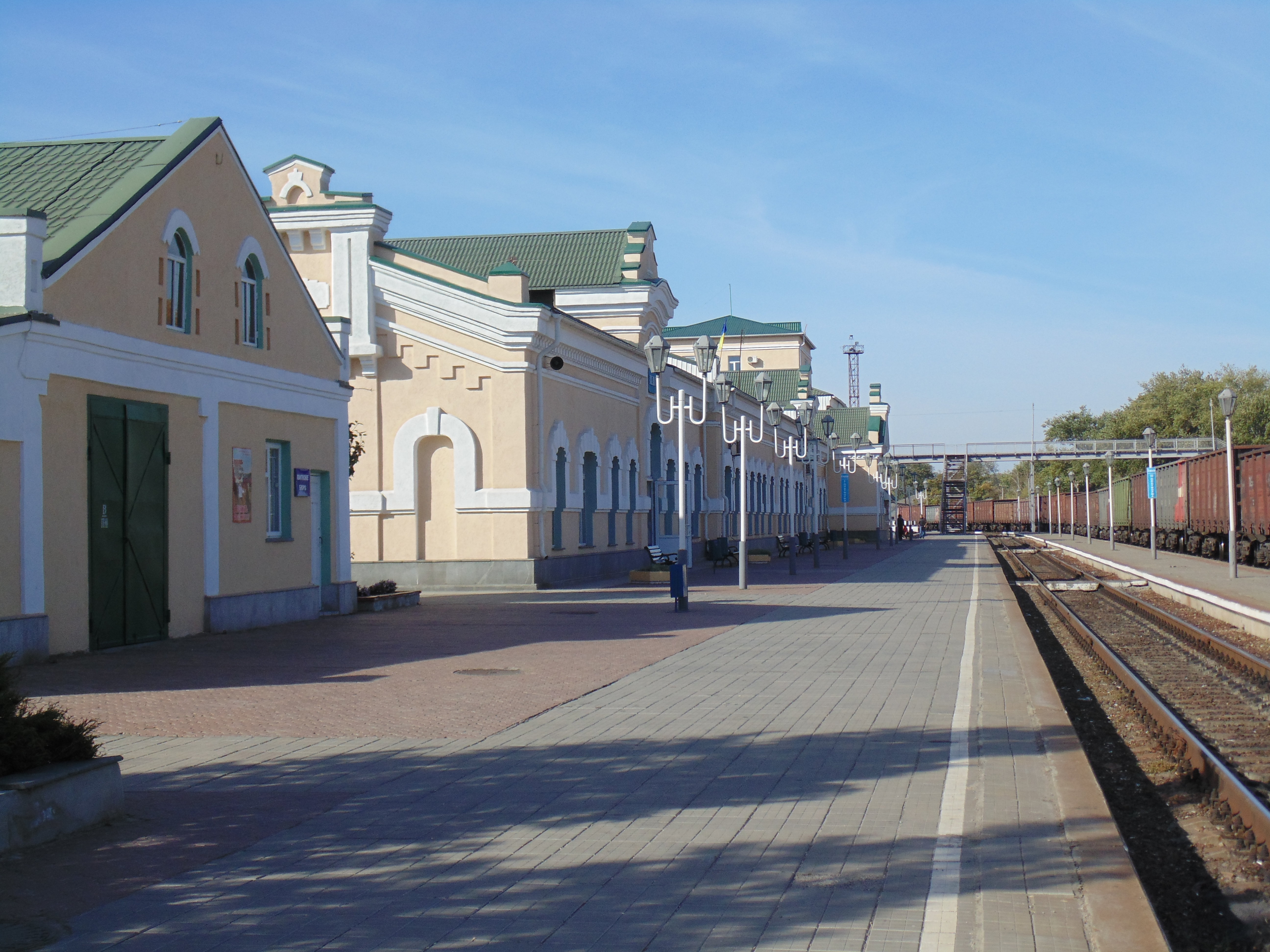
Bahnhof der Stadt

Die Stadt ist ein Eisenbahnknotenpunkt am linken Ufer des Flusses Kinska. Sie ist das administrative und kulturelle Zentrum des gleichnamigen Rajons etwa 100 km südöstlich von Saporischschja. Im Bahnhof des Ortes kreuzen sich die Bahnstrecke Berdjansk–Tschaplyne mit der Bahnstrecke Krywyj Rih–Komysch-Sorja.

## Geschichte
Gegründet wurde Polohy im Jahre 1887 unter seinem heutigen Namen, der ukrainische Name bedeutet „Geburt“.
1923 wurde das Dorf zu Ehren des Regierungschefs in der Ukraine, Wlas Jakowlewitsch Tschubar, in Tschubariwku umbenannt und zur Siedlung städtischen Typs erhoben. Nachdem Tschubar während der Stalinschen Säuberungen in Ungnade gefallen war, bekam die Siedlung 1937 ihren ursprünglichen Namen zurück und erhielt 1938 den Status einer Stadt. Während der deutschen Besatzung war Polohy Hauptort des Kreisgebietes Pologi innerhalb des Reichskommissariat Ukraine.
Am 3. März 2022 wurde der Ort durch russische Truppen im Rahmen des Russischen Überfalls auf die Ukraine eingenommen und befindet sich seither nicht mehr unter ukrainischer Kontrolle.

## Verwaltungsgliederung
Am 30. März 2018 wurde die Stadt zum Zentrum der neugegründeten Stadtgemeinde Polohy (Пологівська міська громада/Polohiwska miska hromada). Zu dieser zählten auch die 11 in der untenstehenden Tabelle aufgelisteten Dörfer, bis dahin bildete sie die gleichnamige Stadtratsgemeinde Polohy (Пологівська міська рада/Polohiwska miska rada) im Norden des Rajons Polohy.
Am 12. Juni 2020 kamen noch die Dörfer Andrijiwske, Hryhoriwka, Iwana Franka, Kostjantyniwka, Polohy, Reschetyliwske, Romaniwske, Schewtschenkowe, Tarassiwka, Tschumazke und Werbowe zum Gemeindegebiet.
Folgende Orte sind neben dem Hauptort Polohy Teil der Gemeinde:
| Name                     | Name          | Name                             |
| ukrainisch transkribiert | ukrainisch    | russisch                         |
| ------------------------ | ------------- | -------------------------------- |
| Andrijiwske              | Андріївське   | Андреевское (Andrejewskoje)      |
| Bahate                   | Багате        | Богатое (Bogatoje)               |
| Bassan                   | Басань        | Басань (Bassan)                  |
| Dmytriwske               | Дмитрівське   | Дмитровское (Dmitrowskoje)       |
| Hryhoriwka               | Григорівка    | Григоровка (Grigorowka)          |
| Inschenerne              | Інженерне     | Инженерное (Inschenernoje)       |
| Iwana Franka             | Івана Франка  | Ивана Франко (Iwana Franko)      |
| Kostjantyniwka           | Костянтинівка | Константиновка (Konstantinowka)  |
| Nowa Datscha             | Нова Дача     | Новая Дача (Nowaja Datscha)      |
| Nowofedoriwka            | Новофедорівка | Новофёдоровка (Nowofjodorowka)   |
| Nowokarliwka             | Новокарлівка  | Новокарловка (Nowokarlowka)      |
| Oscherelne               | Ожерельне     | Ожерельное (Oscherelnoje)        |
| Pawliwske                | Павлівське    | Павловское (Pawlowskoje)         |
| Polohy                   | Пологи        | Пологи (Pologi)                  |
| Reschetyliwske           | Решетилівське | Решетиловское (Reschetilowskoje) |
| Romaniwske               | Романівське   | Романовское (Romanowskoje)       |
| Schewtschenkowe          | Шевченкове    | Шевченково (Schewtschenkowo)     |
| Semeniwka                | Семенівка     | Семёновка (Semjonowka)           |
| Tarassiwka               | Тарасівка     | Тарасовка (Tarassowka)           |
| Tschumazke               | Чумацьке      | Чумацкое (Tschumazkoje)          |
| Ukrajinske               | Українське    | Украинское (Ukrainskoje)         |
| Werbowe                  | Вербове       | Вербовое (Werbowoje)             |

## Bevölkerung

### Bevölkerungsentwicklung
| 1939   | 1959   | 1970   | 1979   | 1989   | 2001   | 2005   | 2016   |
| ------ | ------ | ------ | ------ | ------ | ------ | ------ | ------ |
| 12.944 | 16.490 | 20.048 | 22.873 | 25.336 | 22.206 | 21.103 | 19.547 |

Quelle: 1939–1970, 1989–2016:,
1979:

### Persönlichkeiten
- Polina Semjonowna Schemtschuschina (1897–1970), sowjetische Politikerin und Ehefrau von Wjatscheslaw Molotow
- Alexander Petrowitsch Rudakow (1910–1966), sowjetischer Politiker
- Wolodymyr Kosak (* 1959), ukrainischer Politiker